# Z narodem
Z narodem – tom wierszy zebranych Aleksandra Rymkiewicza wydany w 1947 przez wydawnictwo Panteon w Warszawie.
Tom zawiera przekrój twórczości artysty, stanowiąc rodzaj pamiętnika patriotycznego, kronikę dziejów wojennych, dając świadectwo tragicznym losom narodu i kraju, przez który przetoczył się po raz kolejny wiatr tysiącoleci, niepokoju, klęsk i nieszczęścia. 
Zbiór zawiera zarówno wiersze sprzed 1939, jak i późniejsze. Wiersze napisane przed 1939 stanowią uwerturę z momentami profetycznymi – wizję nadchodzących walk na tle obrazów polskiej, cichej wsi. Wiersze późniejsze to szeroka panorama klęski, żołnierskie wspomnienia, opisy tułaczki, powrotów do zniszczonych miast i wsi, rozpaczy, buntu, zwątpienia, męki umierających i niedoli dzieci. Wydźwięk jest elegijny, żałobny, bez większych aspiracji filozoficznych i z prostą ideologią wyrażającą się kultem bohaterstwa i rygorystycznego honoru. Autor sławi proste, bliskie ziemi, nieskomplikowane życie, jednocześnie potępiając to, co mu zagraża, łamie jego naturalny bieg, wywołując rozpacz i rezygnację. W wierszach dominuje ton rozżalenia i współczucia dla człowieka pokonanego. Artysta z umiłowaniem kontempluje rodzimy pejzaż, kreśląc widoki wsi, co jest mocną stroną tomu – opisy wiosek są sugestywne i wierne, posiadając intymność i ciepło. W motywach pejzażowych Rymkiewicz zbliża się do formy polskich sentymentalistów, mieszając sielankę z lamentem. Nawiązuje do epickości Pana Tadeusza, będąc jednak bliższym poezji Władysława Syrokomli, Teofila Lenartowicza i Wincentego Pola. Częsty jest u niego motyw baśni, zawsze gorzkiej i tragicznej.